# Les Bêtes enracinées
Les Bêtes enracinées este un roman science-fiction  de Serge Brussolo. A apărut prima oară în 1983 la editura Fleuve Noir.